# Une crise de Ned
Une crise de Ned (Hurricane Neddy) est le 8e épisode de la saison 8 de la série télévisée d'animation Les Simpson.

## Synopsis
Lisa découvre qu'un ouragan se dirige vers Springfield, toute la ville s'abrite et se prépare. L'ouragan passé, les Simpson n'ont subi aucun dégât, alors que la maison de Ned Flanders est en ruines. Ne croyant pas aux assurances, les Flanders se retrouvent à la rue et doivent coucher dans le refuge de l'église. Marge est triste pour eux et, avec la ville, prépare une surprise pour la famille Flanders : ils reconstruisent eux-mêmes la maison. Malheureusement, aucun n'a les compétences dans le bâtiment et Ned découvre une maison biscornue, branlante, finissant par s'écrouler totalement. Mis à bout Ned entre dans une colère noire, il dit ses quatre vérités à chaque habitant se trouvant près de lui, avant de partir de son plein gré à l'hôpital psychiatrique. On découvre alors que Ned n'a pas toujours été un bon et sage chrétien ...

## Première apparition
- Dr Foster

## Invité
- Jon Lovitz